# پاراگلایدر
چتربازی، پاراگلایدینگ (به انگلیسی: Paragliding) یک ورزش تفریحی و جذاب است که یکی از زیرشاخه‌های هوانوردی ورزشی محسوب می‌شود،
پاراگلایدر (به انگلیسی: Paraglider) نوعی بال پارچه‌ای سبک و انعطاف‌پذیر است که برای پرواز بدون موتور طراحی شده‌است. خلبان با اتصال به این بال از طریق صندلی معلق (هارنس) و با استفاده از جریان‌های هوا، قادر است از ارتفاعات مختلف پرواز کند و در آسمان به پرواز ادامه دهد.
ورزش مرتبط با این وسیله، پاراگلایدینگ (به انگلیسی: Paragliding) نام دارد در این نوع پرواز، برخلاف بسیاری از وسایل پرنده، از هیچ‌گونه پیشرانه‌ای استفاده نمی‌شود و خلبان با بهره‌گیری از نیروی باد و جریان‌های گرمایی صعودی (ترمال) قادر به پرواز طولانی‌مدت است.
پاراگلایدر فاقد سازهٔ سخت یا موتور است و با ورود هوا به درون دهانه‌های جلویی بال، شکل آیرودینامیکی خود را حفظ می‌کند. کنترل پرواز از طریق تغییر وزن بدن خلبان و اعمال فشار بر دستگیره‌های مخصوص ترمز انجام می‌شود.

## تجهیزات پاراگلایدر
1. بال (wing, glider)
2. هارنس
3. کلاه ایمنی
4. چتر کمکی

## شرایط پروازی پاراگلایدر در تهران
سایت پرواز شهید همت که با نام شهید عسگری (وردآورد – اردستانی) نیز شناخته می‌شود، یکی از مهم‌ترین و محبوب‌ترین سایت‌های پروازی پاراگلایدر در ایران است و به دلیل قرارگیری در پایتخت، همواره مورد توجه خلبانان مبتدی و حرفه‌ای بوده است.
تا پیش از جنگ ۱۲ روزه ایران و اسرائیل، این سایت پرمخاطب‌ترین و پرترددترین محل پرواز پاراگلایدر در ایران به شمار می‌رفت. اما پس از جنگ و صدور نوتام‌های نظامی، پرواز در این محل متوقف و فعالیت آن به حالت تعلیق درآمد. آینده و ازسرگیری فعالیت این سایت همچنان در هاله‌ای از ابهام قرار دارد.

## ایمنی و توصیه خلبان‌های پاراگلایدر
برای تجربه پاراگلادینگ در باشگاه‌های پروازی تهران، پیشنهاد می‌کنیم که از لباس‌هایی که استفاده نمایید که خاکی شدن آنها برای شما اهمیتی نداشته باشد. حتماً قبل از پرواز از غذاهایی استفاده نمایید که منجر به افزایش قند خون شما شوند تا در حین پرواز دچار اضطراب نشود. همچنین به عنوان نکته آخر در همیشه در ذهن خود به یاد داشته باشید که همیشه باید از لحاظ روانی قوی باشید و در صورت مواج شدن با شرایط سخت باید سرسختی بسیار از خود به نمایش بگذارید. نگران مسائل روانی نباشید زیرا که در تمام طول مدتی که شما اقدام به حضور در تیم جهان فلای می‌نمایید، جلسات بسیاری برای بخش روانی پرواز برای شما در نظر گرفته شده است.

## چگونگی ورزش چتربال‌سواری
برای پرواز با پاراگلایدر خلبان به‌آرامی از سطح شیب‌دار کوه به سمت پایین می‌دود و با حالتی به شکل سرخوردن در آسمان از کوه جدا می‌شود و خلبان برای آغاز پرواز احتیاجی به انجام سقوط آزاد یا پرش از صخره ندارد. نشست‌وبرخاست با پاراگلایدر به نرمی و آرامی برابر با توان بدنی خلبان برای دویدن است و نکته اینکه هنگام پرواز به‌هیچ‌وجه حالت ترس از افتادن به انسان دست نخواهد داد و اصلاً قابل‌مقایسه با بالا رفتن از کوه یا وحشت نگاه کردن از بالای یک ساختمان بلند نیست. پرواز می‌تواند به چند شکل آغاز شود. در روش اول خلبان با سرعت در جهت مخالف باد می‌دود و چتر را پشت سر خود می‌کشد. برخورد باد به زیر چتر آن را به اهتزاز درمی‌آورد و نهایتاً موجب به پرواز درآمدن خلبان می‌شود. اگر باد شدیدتر باشد گاهی خلبان ابتدا در جهت مخالف می‌ایستد (به‌اصطلاح ریورز یا ضربدری گفته می‌شود) تا باد چتربال را از زمین جدا کند و سپس برگشته و دویدن را آغاز می‌کند تا از زمین جدا شود. این روش‌ها معمولاً در نواحی کوهستانی انجام می‌شود تا خلبان بتواند از تفاوت ارتفاعش با زمین پست‌تر نیز برای تداوم مدت پرواز استفاده کند. در روش دوم می‌بینیم که معمولاً در نواحی پست استفاده می‌شود، خلبان به کمک یک وسیله دیگر کشیده می‌شود تا به ارتفاع مناسب برسد (معمولاً زیر ۳۰۰۰ پا) و پس خود را از طنابی که توسط آن کشیده شده جدا می‌کند و مستقلاً پرواز می‌کند.

## رشته‌های چتربال‌سواری

### فرود دقت
فرود دقت یا هدف‌زنی (به انگلیسی: Accuracy) یکی از رشته‌های چتربال‌سواری است که در آن خلبان پرواز خود را از نقطه‌ای در قله کوه آغاز و در محل فرود می‌بایست برروی یک هدف از قبل تعیین‌شده فرود بیاید.

### آکروباتیک
آکروباتیک یا آکروباسی (به انگلیسی: Acrobatics) یکی از رشته‌های چتربال‌سواری است که در آن خلبان در حین پرواز با چتربال در آسمان، اقدام به اجرای حرکات شگفت‌آور و هنرهای نمایشی می‌کند.

### مسافت
مسافت (به انگلیسی: Cross Country) یکی از رشته‌های چتربال‌سواری است که در آن خلبان می‌تواند با استفاده از انرژی گرمایشی حاصل از تابش نور خورشید بر زمین و بازگشت آن به‌صورت تابشی، رسانایی و همرفتی ساعت‌ها و کیلومترها در آسمان پرواز کند.

### کوه‌نوردی و پرواز
کوه‌نوردی و پرواز (به انگلیسی: Hike and Fly) یکی از رشته‌های چتربال‌سواری است که در بین خلبانان پاراگلایدر به‌طور فزاینده‌ای محبوب شده است. به‌طوری‌که خلبان با استفاده از ادوات سبک و کم‌حجم پروازی، اقدام به صعود از قلل مرتفع کرده و در پایان پرواز می‌کند. امروزه هزاران نفر از سراسر دنیا در این رشته ورزشی مهیج و مفرح فعالیت دارند و همه‌ساله مسابقه‌های زیادی تحت عنوان رقابت‌های جهانی X-Alps برگزار می‌شود که به‌عنوان پرچالش‌ترین و مهیج‌ترین رقابت‌های پروازی در دنیا شناخته می‌شود.

خلبان چتربال در حال پرواز؛ قزوین، ایران
خلبانان چتربال در حال پرواز؛ قزوین، ایران

## تاریخچه

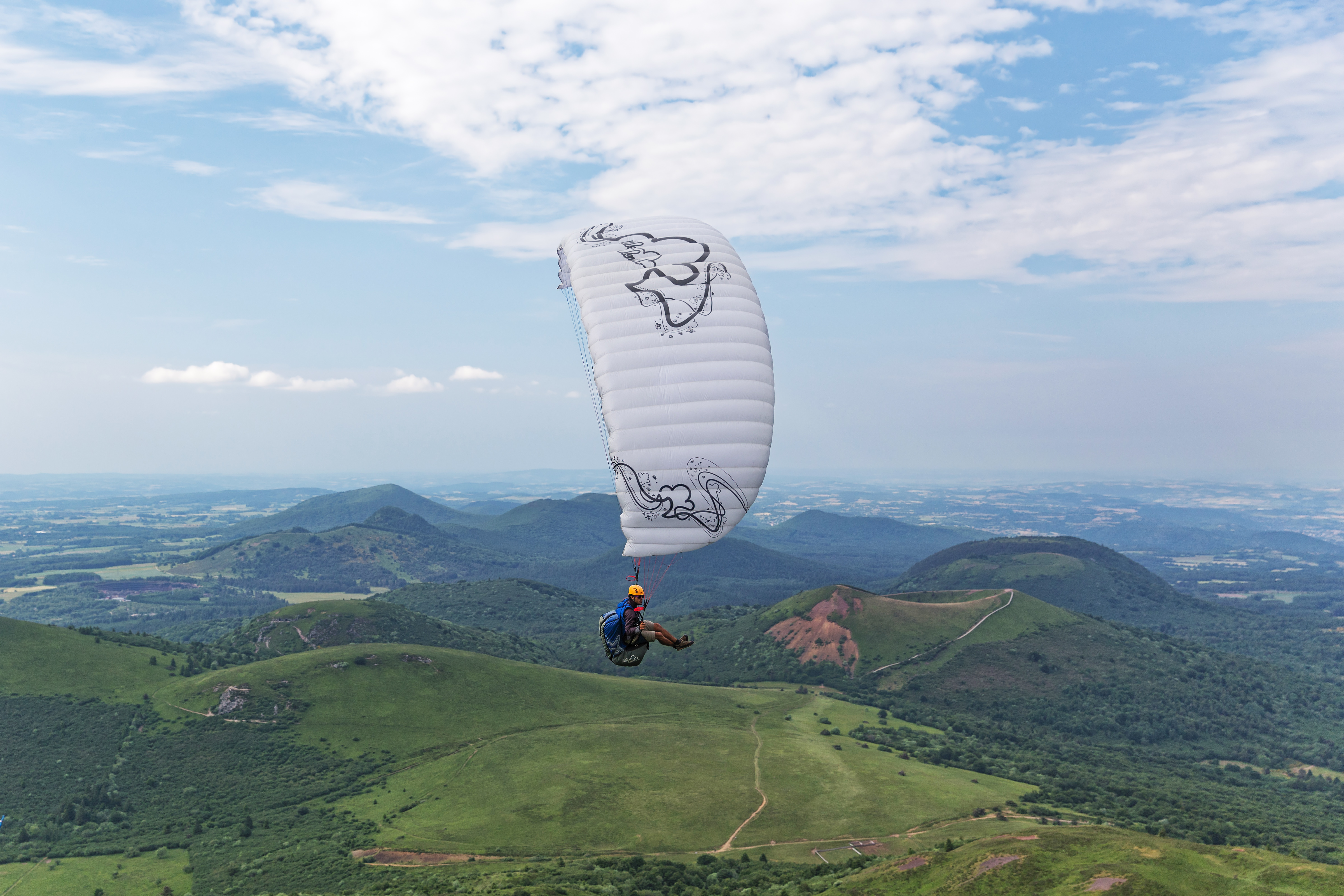

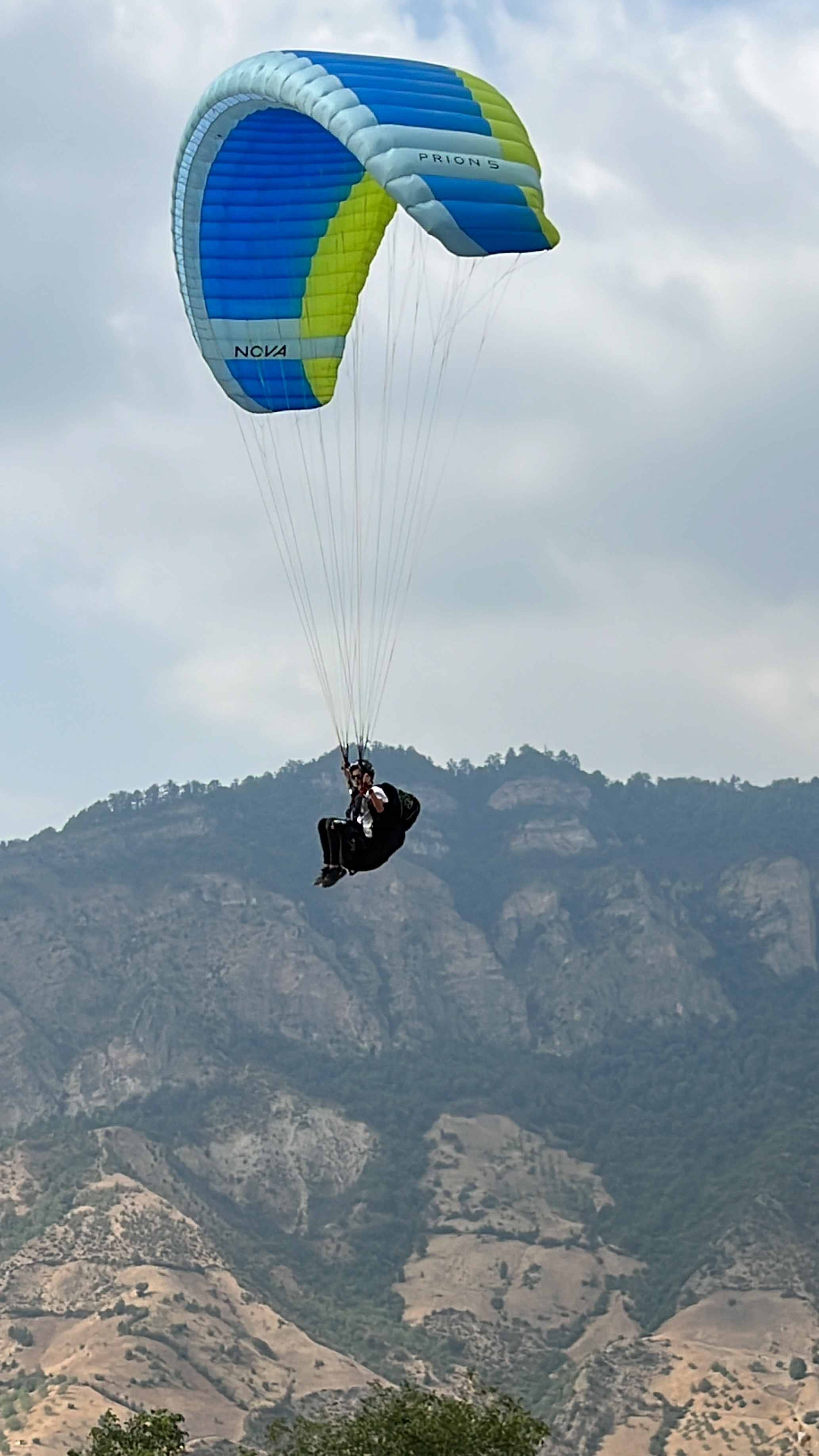

اولین قدم‌ها در مسیر شکل‌گیری چتربال در دهه ۱۹۶۰ میلادی توسط ناسا صورت گرفت. در آن دوره برای کاهش آسیب سفینه‌های فضایی به هنگام فرود از چتر استفاده می‌شد این روش تا پیش از اختراع شاتل‌ها رواج داشت اما در خلال این مطالعات فعالیت‌های مثبتی در جهت پیشرفت چترهای اتوماتیک و سقوط آزاد انجام گرفت. تا سال ۱۹۸۵ میلادی وسیله‌ای به نام چتربال وجود نداشت تا اینکه در حدود سال ۱۹۸۶ میلادی کوهنوردان سوئیسی برای پایین آمدن از کوه از این وسیله استفاده کردند. البته وسیله‌ای که آن‌ها از آن استفاده می‌کردند بیشتر به چتر سقوط آزاد شباهت داشت و به مرور زمان به شکل امروزی تغییر شکل داد. پایین آمدن از کوه با چتربال انگیزه‌ای شد برای پیشرفت این ورزش به‌طوری‌که امروزه به ورزشی مستقل در نقاط مختلف جهان تبدیل شده است. در این راستا کارخانه‌هایی برای تولید این وسیله به وجود آمد که در پیشرفت و تکامل چتربال بسیار مؤثر بودند. با اختراع کایت در دهه ۷۰ میلادی، پرواز جنبه مردمی‌تری به خود گرفت ولی پرواز با کایت به دلایلی مانند سختی فراگیری، حمل‌ونقل و وزن، برای همه آسان نبود. اواسط دهه ۸۰ میلادی و با آمدن چتربال، بخشی از این مشکلات حل شد و پرواز دیگر مختص افراد خاص نبود.

## ورزش چتربال‌سواری در ایران

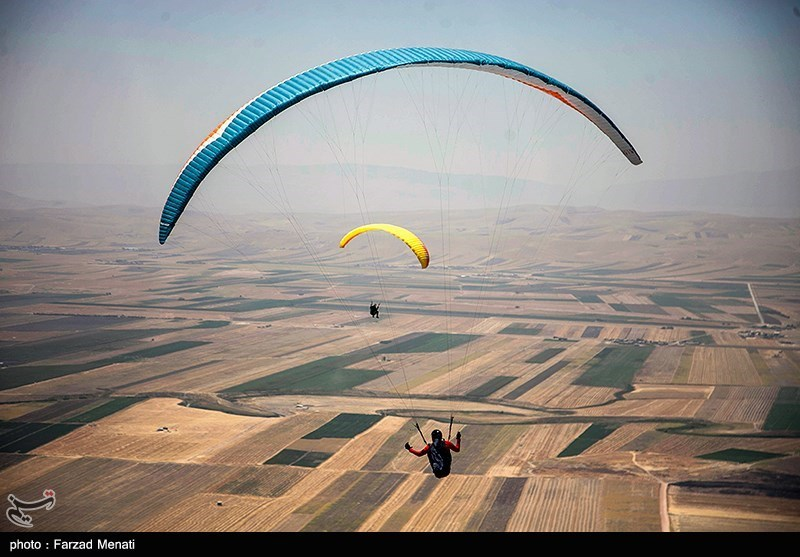
مسابقات پاراگلایدر، جام شهید چمران در کرمان

ورزش چتربال‌سواری در ایران، زیرمجموعه‌ای از ورزش‌های هوایی است. این ورزش در سال ۱۳۷۴ با تأسیس کمیته پاراگلایدینگ در سازمان تربیت‌بدنی زیر نظر فدراسیون کوهنوردی در ورزشگاه شیرودی تهران آغاز به‌کار نمود و در سال ۱۳۸۹ با شکل‌گیری فدراسیون انجمن‌های ورزشی ذیل وزارت ورزش و جوانان، انجمن ورزش‌های هوایی ایران به‌عنوان متولی این ورزش در کشور به فعالیت خود ادامه داد.

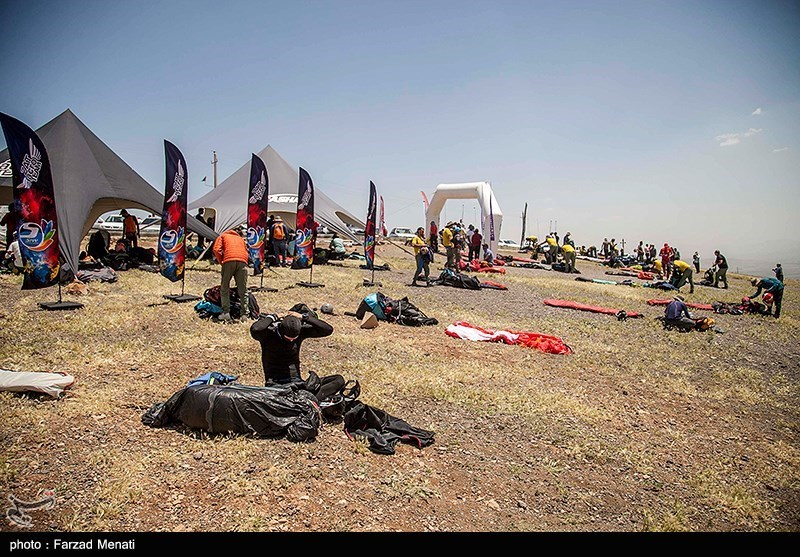
کمپ تیم‌های پاراگلایدرسواری در کرمان

## رکورد مسافت چتربال‌سواری در ایران
در مردادماه سال ۱۳۹۹ سهیل باریکانی توانست با طی کردن مسافت ۴۴۱ کیلومتر از مبدأ سایت نواکوه کرند غرب کرمانشاه تا حوالی شهرستان آبیک قزوین رکورد جدید پرواز مسافت آزاد ایران و آسیا را که متعلق به علیرضا اثنی‌عشری با مسافت ۴۱۸ کیلومتر بود، ۲۳ کیلومتر جابجا و به نام خود ثبت کند. در مردادماه سال ۱۳۹۹ فاطمه شریفی توانست با طی کردن مسافت ۳۲۰ کیلومتر از مبدأ کرند غرب کرمانشاه تا حوالی شهرستان آبگرم قزوین رکوردهای مسافت آزاد بانوان ایران و آسیا و رکورد پرواز مسافت با بال En B را به نام خود ثبت کند. شریفی اولین بانوی خلبان ایرانی است که توانسته است از مرز ۳۰۰ کیلومتر پرواز عبور کند.